# Paul Melin (militär)
Paul Henric Melin, född 3 september 1823 i Göteborg, död där 13 november 1892, var en svensk militär.
Paul Melin var son till grosshandlaren Olof Melin och Maja Folling. Han blev officer 1843, kapten vid Västgöta-Dals regemente 1861 och major där 1864. Melin var överste och chef för Älvsborgs regemente 1869–1886. Han erhöll avsked från militärtjänsten 1888. Melin blev riddare av Svärdsorden 1865 samt kommendör av första klassen av samma orden 1879 och av Vasaorden 1890.